# Myrcia induta
Myrcia induta är en myrtenväxtart som beskrevs av Mcvaugh. Myrcia induta ingår i släktet Myrcia och familjen myrtenväxter. Inga underarter finns listade i Catalogue of Life.